# President del Bundesrat Alemany
El President del Bundesrat alemany (en alemany Präsidenten des deutschen Bundesrates) és la màxima autoritat de la cambra alta del parlament federal. Aquest càrrec es renova un cop cada any, i l'ocupa el Ministre-President d'un estat federat.
Aquest càrrec és el segon en l'ordre de successió del President de la República, és a dir, si aquest per les raons que siguin deixa el càrrec, el President del Bundesrat és la persona encarregada d'ocupar el càrrec temporalment fins que l'Assemblea federal (Bundesversammlung) elegeix un nou president.

## Llista de presidents (des de1949)
| Ronda | No. Any. | No. Pres. | Nom                                           | Bundesland                       | Inici                 | Fi                    | Partit  |
| ----- | -------- | --------- | --------------------------------------------- | -------------------------------- | --------------------- | --------------------- | ------- |
| 1.    | 1.       | 1.        | Karl Arnold (1901-1958)                       | Rin del Nord-Westfàlia           | 7 de setembre de 1949 | 8 de setembre de 1950 | CDU     |
| 1.    | 2.       | 2.        | Hans Ehard (Primer mandat) (1887-1980)        | Baviera                          | 8 de setembre de 1950 | 7 de setembre de 1951 | CSU     |
| 1.    | 3.       | 3.        | Hinrich Wilhelm Kopf (1893-1961)              | Baixa Saxònia                    | 7 de setembre de 1951 | 6 de setembre de 1952 | SPD     |
| 1.    | 4.       | 4.        | Reinhold Maier (1889-1971)                    | Baden-Württemberg                | 7 de setembre de 1952 | 6 de setembre de 1953 | FDP/DVP |
| 1.    | 5.       | 5.        | Georg August Zinn (Primer mandat) (1901-1976) | Hessen                           | 7 de setembre de 1953 | 6 de setembre de 1954 | SPD     |
| 1.    | 6.       | 6.        | Peter Altmeier (Primer mandat) (1899-1977)    | Renània-Palatinat                | 7 de setembre de 1954 | 6 de setembre de 1955 | CDU     |
| 1.    | 7.       | 7.        | Kai-Uwe von Hassel (1913-1997)                | Slesvig-Holstein                 | 7 de setembre de 1955 | 6 de setembre de 1956 | CDU     |
| 1.    | 8.       | 8.        | Kurt Sieveking (1897-1986)                    | Hamburg                          | 7 de setembre de 1956 | 31 d'octubre de 1957  | CDU     |
| 1.    | 9.       | 9.        | Willy Brandt (1913-1992)                      | Berlín                           | 1 de novembre de 1957 | 31 d'octubre de 1958  | SPD     |
| 1.    | 10.      | 10.       | Wilhelm Kaisen (1887-1979)                    | Bremen                           | 1 de novembre de 1958 | 31 d'octubre de 1959  | SPD     |
| 1.    | 11.      | 11.       | Franz-Josef Röder (Primer mandat) (1909-1979) | Saarland                         | 1 de novembre de 1959 | 31 d'octubre de 1960  | CDU     |
| 2.    | 12.      | 12.       | Franz Meyers (1908-2002)                      | Rin del Nord-Westfàlia           | 1 de novembre de 1960 | 31 d'octubre de 1961  | CDU     |
| 2.    | 13.      | 13.       | Hans Ehard (Segon mandat) (1887-1980)         | Baviera                          | 1 de novembre de 1961 | 31 d'octubre de 1962  | CSU     |
| 2.    | 14.      | 14.       | Kurt Georg Kiesinger (1904-1988)              | Baden-Württemberg                | 1 de novembre de 1962 | 31 d'octubre de 1963  | CDU     |
| 2.    | 15.      | 15.       | Georg Diederichs (1900-1983)                  | Baixa Saxònia                    | 1 de novembre de 1963 | 31 d'octubre de 1964  | SPD     |
| 2.    | 16.      | 16.       | Georg August Zinn (Segon mandat) (1901-1976)  | Hessen                           | 1 de novembre de 1964 | 31 d'octubre de 1965  | SPD     |
| 2.    | 17.      | 17.       | Peter Altmeier (Segon mandat) (1899-1977)     | Renània-Palatinat                | 1 de novembre de 1965 | 31 d'octubre de 1966  | CDU     |
| 2.    | 18.      | 18.       | Helmut Lemke (1907-1990)                      | Slesvig-Holstein                 | 1 de novembre de 1966 | 31 d'octubre de 1967  | CDU     |
| 2.    | 19.      | 19.       | Klaus Schütz (1926-2012)                      | Berlín                           | 1 de novembre de 1967 | 31 d'octubre de 1968  | SPD     |
| 2.    | 20.      | 20.       | Herbert Weichmann (1896-1983)                 | Hamburg                          | 1 de novembre de 1968 | 31 d'octubre de 1969  | SPD     |
| 2.    | 21.      | 21.       | Franz-Josef Röder (Segon mandat) (1909-1979)  | Saarland                         | 1 de novembre de 1969 | 31 d'octubre de 1970  | CDU     |
| 2.    | 22.      | 22.       | Hans Koschnick (Primer mandat) (*1929)        | Bremen                           | 1 de novembre de 1970 | 31 d'octubre de 1971  | SPD     |
| 3.    | 23.      | 23.       | Heinz Kühn (1912-1992)                        | Rin del Nord-Westfàlia           | 1 de novembre de 1971 | 31 d'octubre de 1972  | SPD     |
| 3.    | 24.      | 24.       | Alfons Goppel (1905-1991)                     | Baviera                          | 1 de novembre de 1972 | 31 d'octubre de 1973  | CSU     |
| 3.    | 25.      | 25.       | Hans Filbinger (1913-2007)                    | Baden-Württemberg                | 1 de novembre de 1973 | 31 d'octubre de 1974  | CDU     |
| 3.    | 26.      | 26.       | Alfred Kubel (1909-1999)                      | Baixa Saxònia                    | 1 de novembre de 1974 | 31 d'octubre de 1975  | SPD     |
| 3.    | 27.      | 27.       | Albert Osswald (1919-1996)                    | Hessen                           | 1 de novembre de 1975 | 20 d'octubre de 1976  | SPD     |
| 3.    | -        | -         | Vacant                                        | -                                | 20 d'octubre de 1976  | 3 de desembre de 1976 | -       |
| 3.    | 28.      | 28.       | Bernhard Vogel (Primer mandat) (*1932)        | Renània-Palatinat                | 3 de desembre de 1976 | 31 d'octubre de 1977  | CDU     |
| 3.    | 29.      | 29.       | Gerhard Stoltenberg (1928-2001)               | Slesvig-Holstein                 | 1 de novembre de 1977 | 31 d'octubre de 1978  | CDU     |
| 3.    | 30.      | 30.       | Dietrich Stobbe (1938-2011)                   | Berlín                           | 1 de novembre de 1978 | 31 d'octubre de 1979  | SPD     |
| 3.    | 31.      | 31.       | Hans-Ulrich Klose (*1937)                     | Hamburg                          | 1 de novembre de 1979 | 31 d'octubre de 1980  | SPD     |
| 3.    | 32.      | 32.       | Werner Zeyer (1929-2000)                      | Saarland                         | 1 de novembre de 1980 | 31 d'octubre de 1981  | CDU     |
| 3.    | 33.      | 33.       | Hans Koschnick (Segon mandat) (*1929)         | Bremen                           | 1 de novembre de 1981 | 31 d'octubre de 1982  | SPD     |
| 4.    | 34.      | 34.       | Johannes Rau (Primer mandat) (1931-2006)      | Rin del Nord-Westfàlia           | 1 de novembre de 1982 | 31 d'octubre de 1983  | SPD     |
| 4.    | 35.      | 35.       | Franz Josef Strauß (1915-1988)                | Baviera                          | 1 de novembre de 1983 | 31 d'octubre de 1984  | CSU     |
| 4.    | 36.      | 36.       | Lothar Späth (*1937)                          | Baden-Württemberg                | 1 de novembre de 1984 | 31 d'octubre de 1985  | CDU     |
| 4.    | 37.      | 37.       | Ernst Albrecht (*1930)                        | Baixa Saxònia                    | 1 de novembre de 1985 | 31 d'octubre de 1986  | CDU     |
| 4.    | 38.      | 38.       | Holger Börner (1931-2006)                     | Hessen                           | 1 de novembre de 1986 | 24 d'abril de 1987    | SPD     |
| 4.    | 38.      | -         | Vacant                                        | -                                | 24 d'abril de 1987    | 31 d'octubre de 1987  | -       |
| 4.    | 38.      | 39.       | Walter Wallmann (1932-2013)                   | Hessen                           | 15 de maig de 1987    | 31 d'octubre de 1987  | CDU     |
| 4.    | 39.      | 40.       | Bernhard Vogel (Segon mandat) (*1932)         | Renània-Palatinat                | 1 de novembre de 1988 | 31 d'octubre de 1988  | CDU     |
| 4.    | 40.      | 41.       | Björn Engholm (*1939)                         | Slesvig-Holstein                 | 1 de novembre de 1988 | 31 d'octubre de 1989  | SPD     |
| 4.    | 41.      | 42.       | Walter Momper (*1945)                         | Berlín                           | 1 de novembre de 1989 | 31 d'octubre de 1990  | SPD     |
| 4.    | 42.      | 43.       | Henning Voscherau (*1941)                     | Hamburg                          | 1 de novembre de 1990 | 31 d'octubre de 1991  | SPD     |
| 4.    | 43.      | 44.       | Alfred Gomolka (*1942)                        | Mecklemburg-Pomerània Occidental | 1 de novembre de 1991 | 19 de març de 1992    | CDU     |
| 4.    | 43.      | -         | Vacant                                        | -                                | 19 de març de 1992    | 15 de maig de 1992    | -       |
| 4.    | 43.      | 45.       | Berndt Seite (*1940)                          | Mecklemburg-Pomerània Occidental | 15 de maig de 1992    | 31 d'octubre de 1992  | CDU     |
| 4.    | 44.      | 46.       | Oskar Lafontaine (*1943)                      | Saarland                         | 1 de novembre de 1992 | 31 d'octubre de 1993  | SPD     |
| 4.    | 45.      | 47.       | Klaus Wedemeier (*1944)                       | Bremen                           | 1 de novembre de 1993 | 31 d'octubre de 1994  | SPD     |
| 5.    | 46.      | 48.       | Johannes Rau (Segon mandat) (1931-2006)       | Rin del Nord-Westfàlia           | 1 de novembre de 1994 | 31 d'octubre de 1995  | SPD     |
| 5.    | 47.      | 49.       | Edmund Stoiber (*1941)                        | Baviera                          | 1 de novembre de 1995 | 31 d'octubre de 1996  | CSU     |
| 5.    | 48.      | 50.       | Erwin Teufel (*1939)                          | Baden-Württemberg                | 1 de novembre de 1996 | 31 d'octubre de 1997  | CDU     |
| 5.    | 49.      | 51.       | Gerhard Schröder (*1944)                      | Baixa Saxònia                    | 1 de novembre de 1997 | 27 d'octubre de 1998  | SPD     |
| 5.    | 49.      | -         | Vacant                                        | -                                | 27 d'octubre de 1998  | 31 d'octubre de 1998  | -       |
| 5.    | 50.      | 52.       | Hans Eichel (*1941)                           | Hessen                           | 1 de novembre de 1998 | 7 d'abril de 1999     | SPD     |
| 5.    | 50.      | -         | Vacant                                        | -                                | 7 d'abril de 1999     | 30 d'abril de 1999    | -       |
| 5.    | 50.      | 53.       | Roland Koch (*1958)                           | Hessen                           | 30 d'abril de 1999    | 31 d'octubre de 1999  | CDU     |
| 5.    | 51.      | 54.       | Kurt Biedenkopf (*1930)                       | Saxònia                          | 1 de novembre de 1999 | 31 d'octubre de 2000  | CDU     |
| 5.    | 52.      | 55.       | Kurt Beck (*1949)                             | Renània-Palatinat                | 1 de novembre de 2000 | 31 d'octubre de 2001  | SPD     |
| 5.    | 53.      | 56.       | Klaus Wowereit (*1953)                        | Berlín                           | 1 de novembre de 2001 | 31 d'octubre de 2002  | SPD     |
| 5.    | 54.      | 57.       | Wolfgang Böhmer (*1936)                       | Saxònia-Anhalt                   | 1 de novembre de 2002 | 31 d'octubre de 2003  | CDU     |
| 5.    | 55.      | 58.       | Dieter Althaus (*1958)                        | Saxònia-Anhalt                   | 1 de novembre de 2003 | 31 d'octubre de 2004  | CDU     |
| 5.    | 56.      | 59.       | Matthias Platzeck (*1958)                     | Brandenburg                      | 1 de novembre de 2004 | 31 d'octubre de 2005  | SPD     |
| 5.    | 57.      | 60.       | Peter Harry Carstensen (*1947)                | Slesvig-Holstein                 | 1 de novembre de 2005 | 31 d'octubre de 2006  | CDU     |
| 5.    | 58.      | 61.       | Harald Ringstorff (*1939)                     | Mecklemburg-Pomerània Occidental | 1 de novembre de 2006 | 31 d'octubre de 2007  | SPD     |
| 5.    | 59.      | 62.       | Ole von Beust (*1955)                         | Hamburg                          | 1 de novembre de 2007 | 31 d'octubre de 2008  | CDU     |
| 5.    | 60.      | 63.       | Peter Müller (*1955)                          | Saarland                         | 1 de novembre de 2008 | 31 d'octubre de 2009  | CDU     |
| 5.    | 61.      | 64.       | Jens Böhrnsen (*1949)                         | Bremen                           | 1 de novembre de 2009 | 31 d'octubre de 2010  | SPD     |
| 6.    | 62.      | 65.       | Hannelore Kraft (*1961)                       | Rin del Nord-Westfàlia           | 1 de novembre de 2010 | 31 d'octubre de 2011  | SPD     |
| 6.    | 63.      | 66.       | Horst Seehofer (*1949)                        | Baviera                          | 1 de novembre de 2011 | 31 d'octubre de 2012  | CSU     |
| 6.    | 64.      | 67.       | Winfried Kretschmann (*1948)                  | Baden-Württemberg                | 1 de novembre de 2012 | 31 d'octubre de 2013  | B90/DG  |
| 6.    | 65.      | 68.       | Stephan Weil (*1958)                          | Baixa Saxònia                    | 1 de novembre de 2013 | 31 d'octubre de 2014  | SPD     |
| 6.    | 66.      | 69.       | Volker Bouffier (*1951)                       | Hessen                           | 1 de novembre de 2014 | 31 d'octubre de 2015  | CDU     |
| 6.    | 67.      | 70.       | Stanislaw Tillich (*1959)                     | Saxònia                          | 1 de novembre de 2015 | 31 d'octubre de 2016  | CDU     |